# 4125 Lew Allen
4125 Lew Allen eller 1987 MO är en asteroid i huvudbältet som upptäcktes den 28 juni 1987 av den amerikanske astronomen Eleanor F. Helin vid Palomar-observatoriet. Den är uppkallad efter den amerikanske generalen Lew Allen.
Asteroiden har en diameter på ungefär 6 kilometer och den tillhör asteroidgruppen Hungaria.